# Appignano (Castiglione Messer Raimondo)
Appignano (Pignanum in latino, Pignane o Pignène in dialetto locale) è una frazione del comune di Castiglione Messer Raimondo, che domina l'alta valle del fiume Fino.

## Storia
Il nome deriva dal latino apud Janum, che significa vicino a Giano. Sui resti del castello medioevale, è stato realizzato, nel XVIII secolo, il Palazzo Pensieri. Dal 1806 al 1833 è stata frazione di Bisenti, poi passò nel territorio di Castiglione.